# André Schultz
André Schultz (Santa Bárbara do Oeste, 16 de julho de 1988) é um nadador brasileiro.
Treinou com Bob Bowman, técnico de Michael Phelps, na Universidade de Michigan, onde estudou nas áreas de Literatura, Ciência  e Artes. 

## Trajetória esportiva
Participou do Campeonato Pan-Pacífico de Natação de 2006 em Victoria, Canadá, mas não ganhou medalhas.
Integrou a delegação nacional que participou do Campeonato Mundial de Esportes Aquáticos de 2011 em Xangai, na China. Disputou a prova do revezamento 4 x 200 metros livres, mas o Brasil não passou da eliminatória, ficando em 14º lugar.
Nos Jogos Pan-Americanos de 2011, ficou em sétimo lugar nos 200 metros livres e ganhou a medalha de prata no revezamento 4 x 200 metros livres.